# Liste des sous-marins de la Royal Navy
Voici une liste des sous-marins de la Royal Navy, classés par ordre chronologique. Les sous-marins actuellement en activité et en service sont indiqués ci-dessous en gras.

## Sous-marins pétrole-électriques

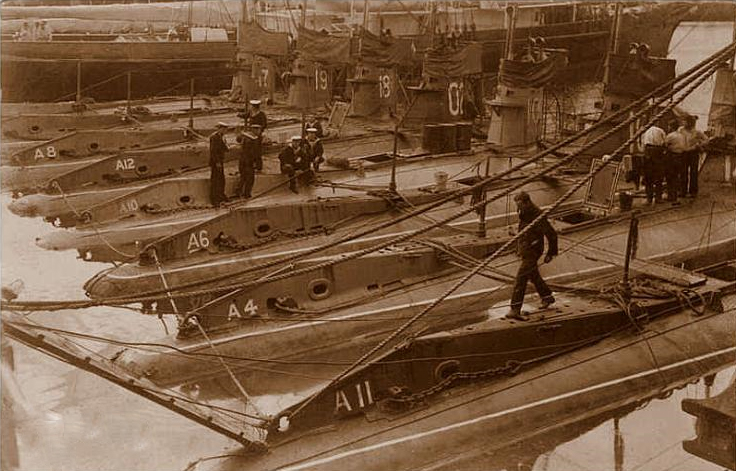
Les sous-marins de classe A, la première classe de conception britannique

### Classe Holland(1901-1902)
- Holland 1
- Holland 2
- Holland 3
- Holland 4
- Holland 5

### Classe A(1902-1905)
- A1
- A2
- A3
- A4
- A5
- A6
- A7
- A8
- A9
- A10
- A11
- A12
- A13

### Classe B(1904-1906)
- B1
- B2
- B3
- B4
- B5
- B6
- B7
- B8
- B9
- B10
- B11

### Classe C(1906-1911)
Groupe 1
- C1
- C2
- C3
- C4
- C5
- C6
- C7
- C8
- C9
- C10
- C11
- C12
- C13
- C14
- C15
- C16
- C17
- C18

Groupe 2
- C19
- C20
- C21
- C22
- C23
- C24
- C25
- C26
- C27
- C28
- C29
- C30
- C31
- C32
- C33
- C34
- C35
- C36
- C37
- C38

## Avant la Seconde Guerre mondiale

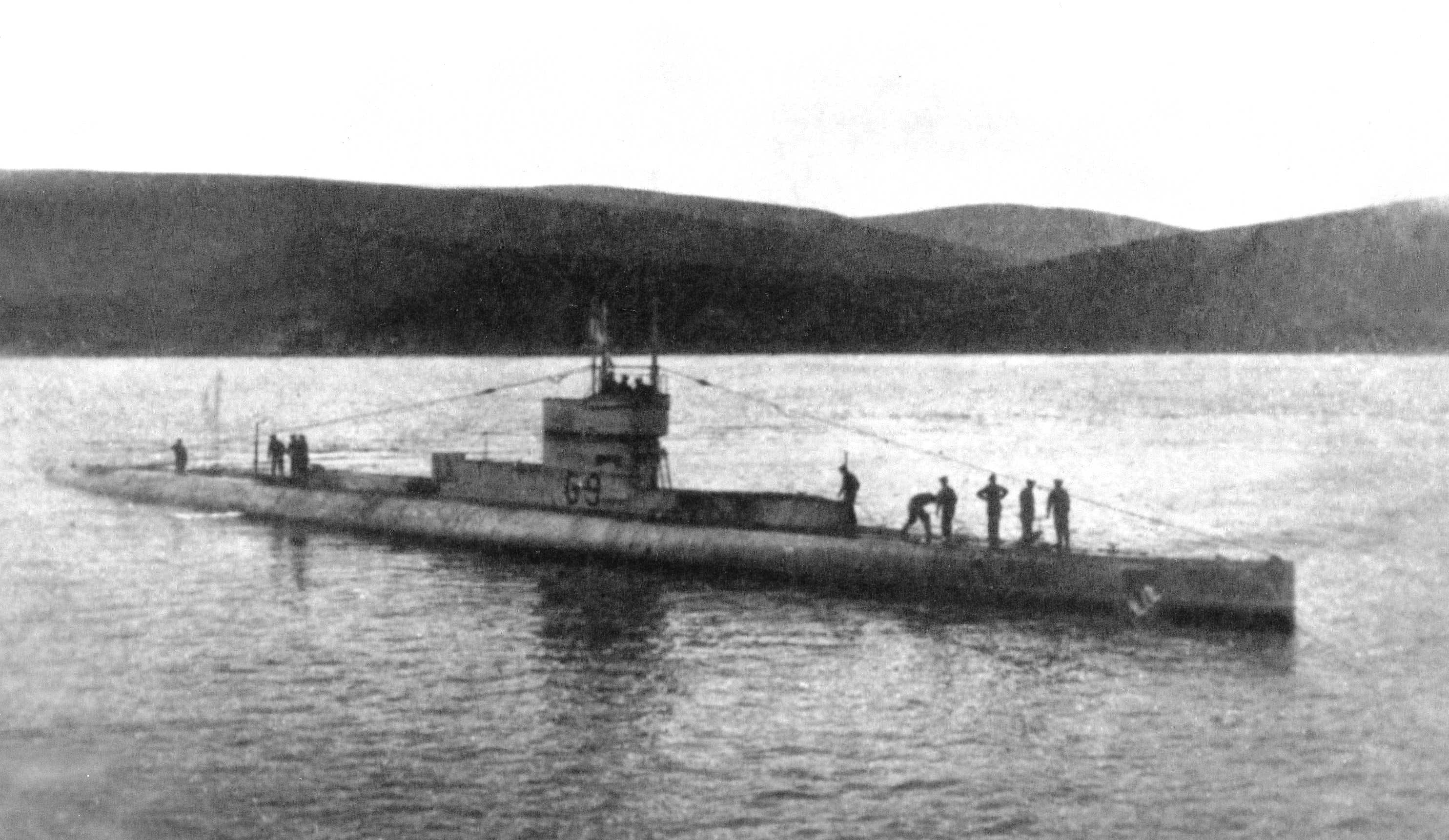
Le à Scapa Flow en 1917

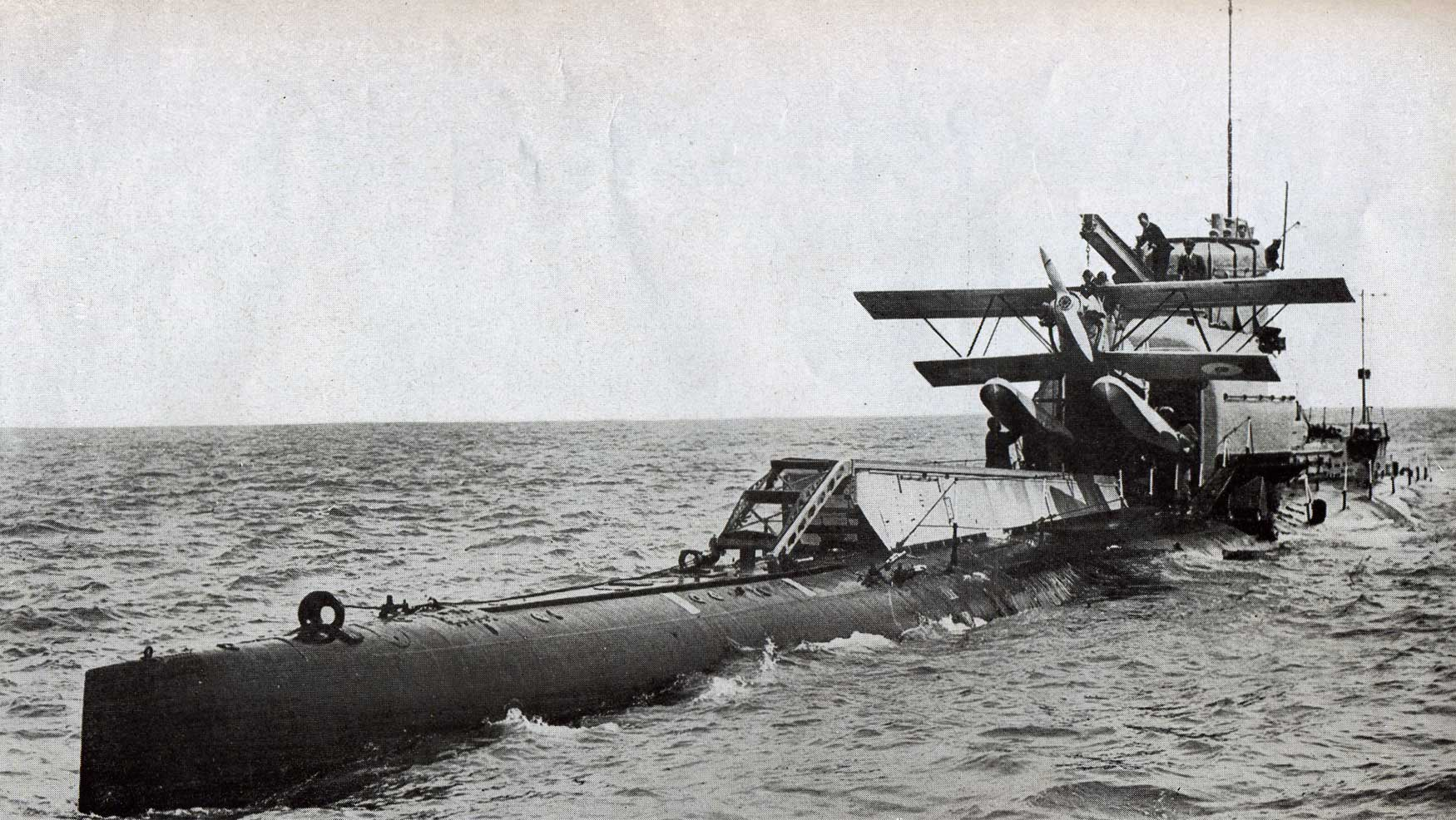
Le HMS M2 avec son hydravion

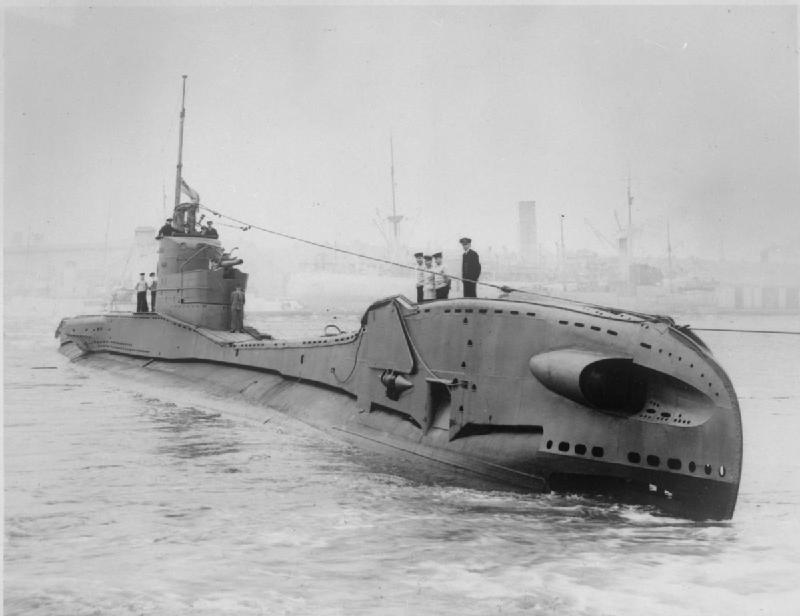
Le HMS Thorn

### Classe D(1908-1912)
- D1
- D2
- D3
- D4
- D5
- D6
- D7
- D8

### Classe E(1912-1916)
Groupe 1
- E1
- E2
- E3
- E4
- E5
- E6
- E7
- E8

Groupe 2
- E9
- E10
- E11
- E12
- E13
- E14
- E15
- E16
- E17
- E18
- E19
- E20

Groupe 3
- E21
- E22
- E23
- E24
- E25
- E26
- E27
- E29
- E30
- E31
- E32
- E33
- E34
- E35
- E36
- E37
- E38
- E39
- E40
- E41
- E42
- E43
- E44
- E45
- E46
- E47
- E48
- E49
- E50
- E51
- E52
- E53
- E54
- E55
- E56
- E57
- E58

### Classe F(1913-1917)
- F1
- F2
- F3

### Classe S(1914-1915)
- S 1
- S 2
- S 3

### Classe V(1914-1915)
- V1
- V2
- V3
- V4

### Classe W(1914-1915)
- W1
- W2
- W3
- W4

### Classe G(1915-1917)
- G1
- G2
- G3
- G4
- G5
- G6
- G7
- G8
- G9
- G10
- G11
- G12
- G13
- G14

### Classe H(1915-1919)
- H1
- H2
- H3
- H4
- H5
- H6
- H7
- H8
- H9
- H10
- H11
- H12
- H13
- H16
- H17
- H18
- H19
- H20
- H21
- H22
- H23
- H24
- H25
- H26
- H27
- H28
- H29
- H30
- H31
- H32
- H33
- H34
- H41
- H42
- H43
- H44
- H47
- H48
- H49
- H50
- H51
- H52

### Classe J(1915-1917)
- J1
- J2
- J3
- J4
- J5
- J6
- J7

### ClasseSwordfish(1916)
- Swordfish

### Classe K(1917–1931)
- K1
- K2
- K3
- K4
- K5
- K6
- K7
- K8
- K9
- K10
- K11
- K12
- K14
- K15
- K16
- K17
- K26

### Classe L(1917–1919)
- L1
- L2
- L3
- L4
- L5
- L6
- L7
- L8
- L9
- L10
- L11
- L12
- L14
- L15
- L16
- L17
- L18
- L19
- L20
- L21
- L22
- L23
- L24
- L25
- L26
- L27
- L33
- L52
- L53
- L54
- L55
- L56
- L69
- L71

### Classe M(1917–1918)
- M1
- M2
- M3
- M4

### ClasseNautilus(1917)
- Nautilus

### Classe R(1918)
- R1
- R2
- R3
- R4
- R7
- R8
- R9
- R10
- R11
- R12

### ClasseX1(1921)
- X1

### ClasseOdin(1926-29)
Groupe Odin
- Odin
- Olympus
- Orpheus
- Osiris
- Oswald
- Otus

Groupe Oberon
- Oberon

Groupe Oxley
- Otway
- Oxley

### ClasseParthian(1929)
- Pandora
- Parthian
- Perseus
- Phoenix
- Poseidon
- Proteus

### ClasseRainbow(1930)
- Rainbow
- Regent
- Regulus
- Rover

### Classe S(1931-1945)
Groupe Swordfish
- Seahorse
- Starfish
- Sturgeon
- Swordfish

Groupe Shark
- Salmon
- Sealion
- Seawolf
- Shark
- Snapper
- Spearfish
- Sterlet
- Sunfish

Groupe Seraph

### ClasseRiverou ClasseThames(1932)
- Thames
- Severn
- Clyde

### ClasseGrampus(1932-1938)
- Cachalot
- Grampus
- Narwhal
- Porpoise
- Rorqual
- Seal

### Classe T(1937-1945)
Groupe Triton
- Taku
- Talisman
- Tarpon
- Tetrarch
- Thetis
- Thistle
- Thunderbolt
- Tigris
- Torbay
- Triad
- Tribune
- Trident
- Triton
- Triumph
- Truant
- Tuna

Groupe Tempest
- Tempest
- Thorn
- Thrasher
- Traveller
- Trooper
- Trusty
- Turbulent

Groupe Taciturn
- P311
- Tabard
- Taciturn
- Tactician
- Talent (P322)
- Talent (P337)
- Tally-Ho
- Tantalus
- Tantivy
- Tapir
- Tarn
- Taurus
- Telemachus
- Templar
- Teredo
- Terrapin
- Thermopylae
- Thorough
- Thule
- Tiptoe
- Tireless
- Token
- Totem
- Tradewind
- Trenchant
- Trespasser
- Truculent
- Trump
- Truncheon
- Tudor
- Turpin

## De la Seconde Guerre mondiale au milieu des années 1950

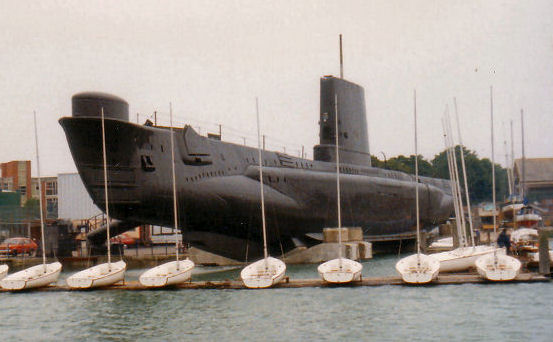
HMS Alliance à Gosport (où il fait maintenant partie du musée des sous-marins) en 1987

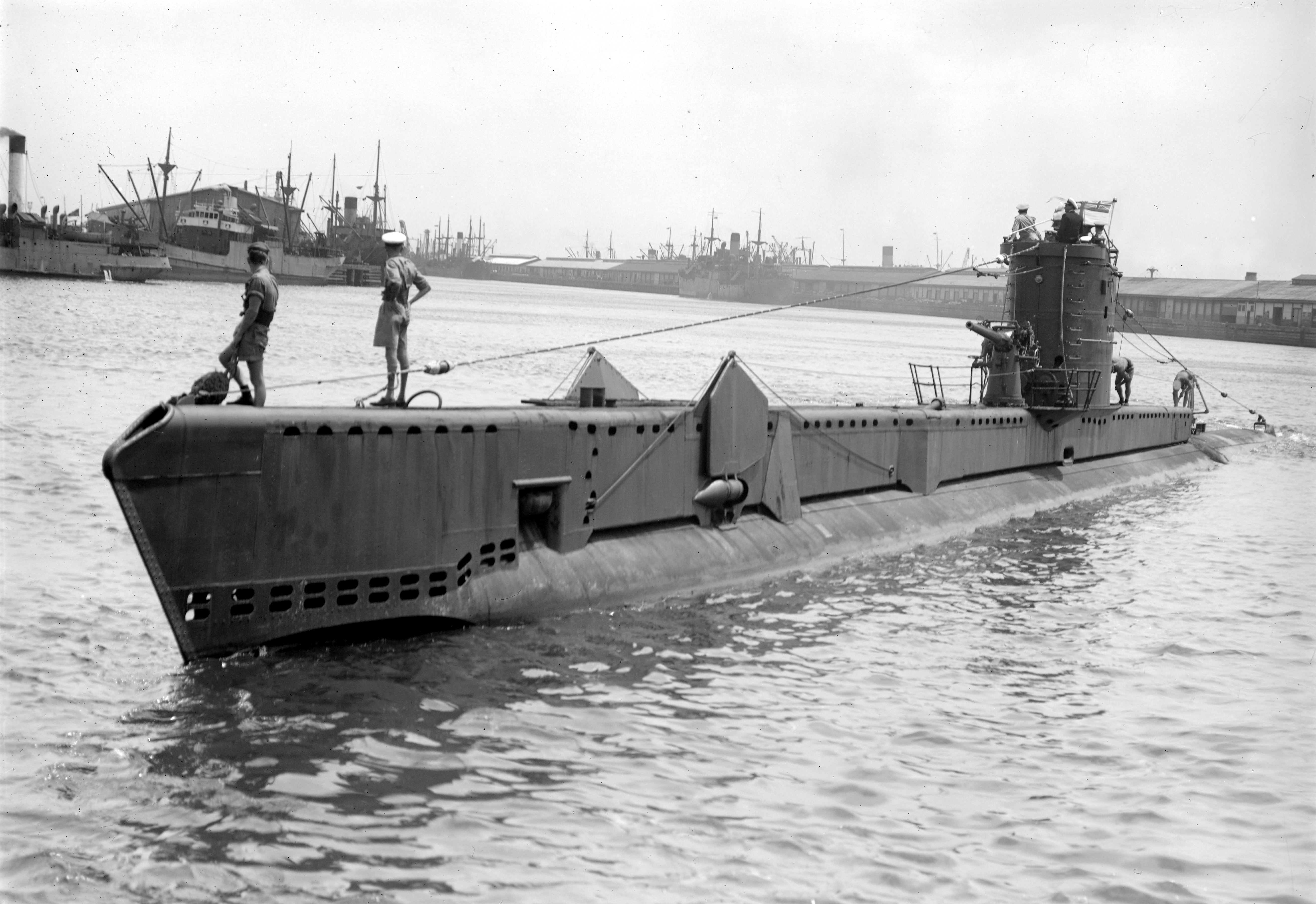
HMS Voracious en 1945

### ClasseUndine(1937-1938)
1er groupe Classe U
- Undine
- Unity
- Ursula

### ClasseP611(1940)
- P614
- P612
- P611
- P615

### Classe R(1918-1934)
- P511
- P512
- P514

### ClasseUmpire(1940-1943)
2e groupe Classe U
- Umpire
- Una
- Unbeaten
- Undaunted
- Union
- Unique
- Upholder
- Upright
- Urchin
- Urge
- Usk
- Utmost

3e groupe Classe U
- Ultimatum
- Ultor
- Umbra
- Unbending
- Unbroken
- Unison
- United
- Universal
- Unrivalled
- Unruffled
- Unruly
- Unseen
- Unshaken
- Unsparing
- Unswerving
- Untamed
- Untiring
- Uproar
- Upstart
- Usurper
- Uther
- Vandal
- Varangian
- Varne
- Vitality
- Vox
- P32
- P33
- P36
- P38
- P39
- P41
- P47
- P48
- P52

### ClasseX(1943-1944)
Prototypes
- X3
- X4

Type X5
- X5
- X6
- X7
- X8
- X9
- X10

Type X20
- X20
- X21
- X22
- X23
- X24
- X25

Type XT
- XT1
- XT2
- XT3
- XT4
- XT5
- XT6

### ClasseVampire(1943-1944)
- Upshot
- Urtica
- Vagabond
- Vampire
- Variance
- Varne
- Veldt
- Vengeful
- Venturer
- Vigorous
- Viking
- Vineyard
- Virtue
- Virulent
- Visigoth
- Vivid
- Volatile
- Voracious
- Vortex
- Votary
- Vox
- Vulpine

### ClasseXE(1944)
Groupe 1
- XE1
- XE2
- XE3
- XE4
- XE5
- XE6
- XE7
- XE8
- XE9
- XE10

Groupe 2
- XE11
- XE12

### ClasseAmphion(1945-1947)
- Amphion
- Astute
- Auriga
- Aurochs
- Alcide
- Alderney
- Alliance
- Ambush
- Anchorite
- Andrew
- Affray
- Aeneas
- Alaric
- Artemis
- Artful
- Acheron
- Ace
- Achates

### ClasseExplorer(1954-1955)
- Explorer
- Excalibur

### ClasseStickleback-Sous-marin de poche(1954-1955)
- Stickleback
- Shrimp
- Sprat
- Minnow

### Construction étrangère
- Graph (P715) – U-Boot allemand de type VII
- Meteorite – U-Boot allemand de type XVII
- N2 – U-Boot allemand de type VII-C/41
- X2 – Sous-marin italien de classe Archimede

## De la fin des années 1950 à la fin des années 1980
Depuis le HMS Porpoise, les sous-marins de la Royal Navy ont reçu leur propre pennant number "S".

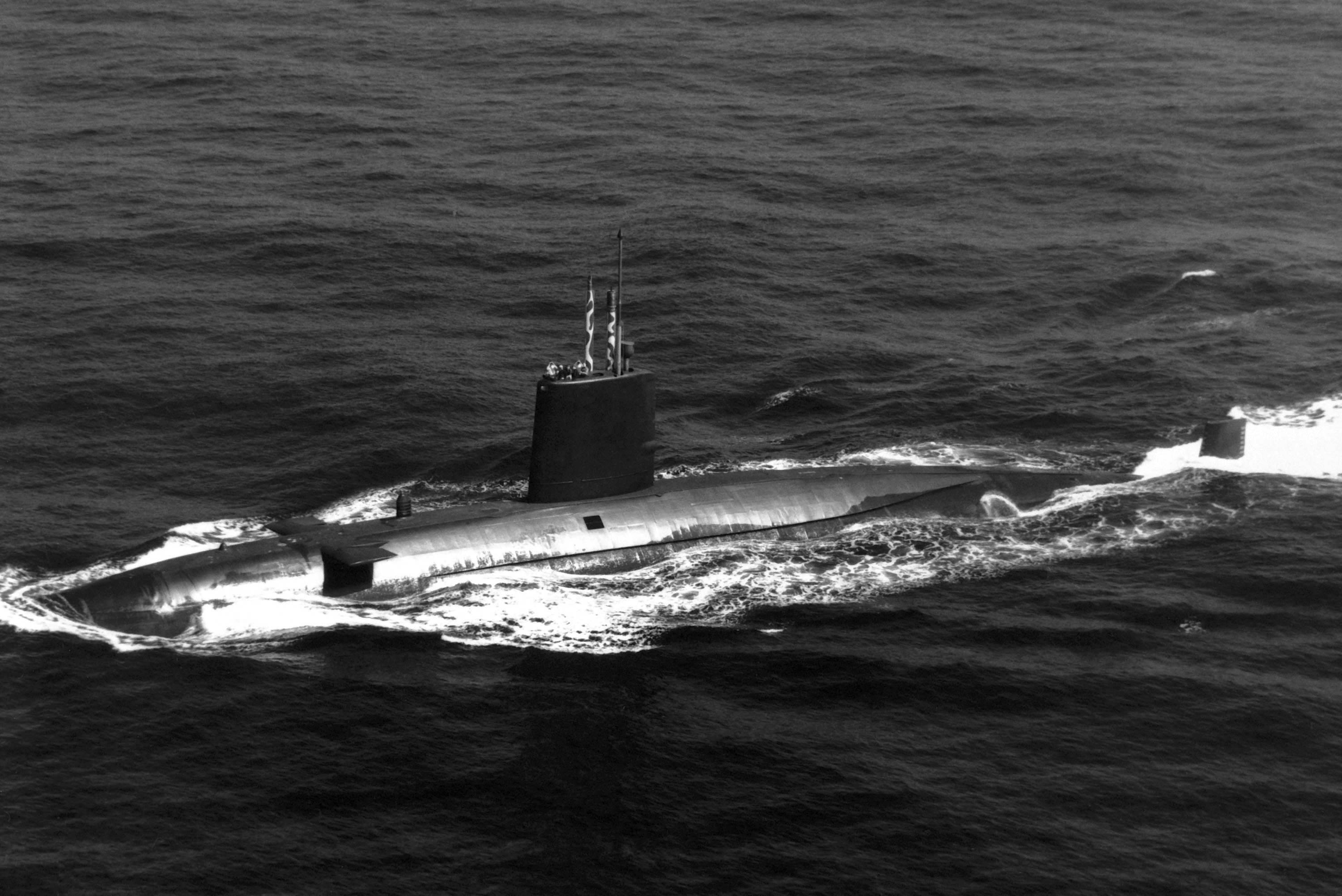
Un sous-marin nucléaire de classe "Vaillant". Alors que le HMS "Dreadnought" avait un réacteur américain, cette classe possède un réacteur de construction britannique

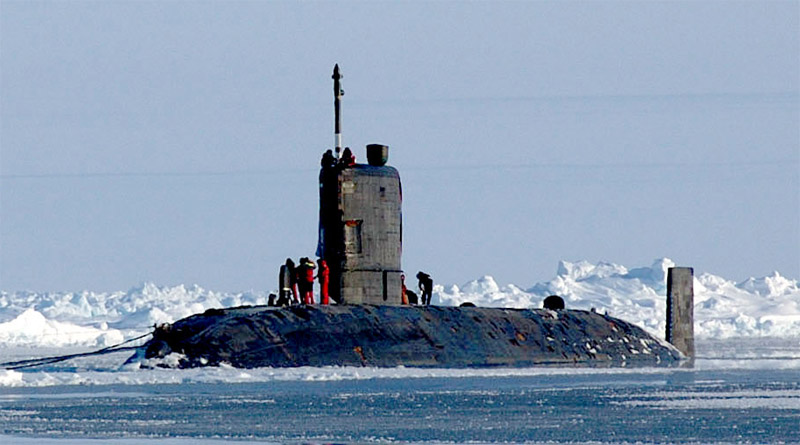
HMS Tireless au Pôle Nord

### ClassePorpoise(1956-1959)
Sous-marins diesel-électrique - chasseurs-tueurs
- Porpoise, mise en service/retrait: 1958/1982
- Narwhal, s/r: 1959/1977
- Finwhale, s/r: 1960/1987
- Cachalot, s/r: 1959/1979
- Sealion, s/r: 1961/1987
- Walrus, s/r: 1961/1986
- Grampus, s/r: 1958/1978
- Rorqual, s/r: 1958/1976

### ClasseOberon(1959-1966)
Sous-marins diesel-électrique - chasseurs-tueurs
- Oberon mise en service/retrait: 1961/1986
- Onslaught, s/r: 1962/1990
- Orpheus s/r: 1960/1990
- Odin s/r: 1962/1990
- Otter s/r: 1962/1991
- Olympus s/r: 1961/1989
- Oracle s/r: 1963/1993
- Ocelot, s/r: 1964/1991
- Otus s/r: 1963/1991
- Opossum s/r: 1964/1993
- Opportune s/r: 1964/1993
- Osiris s/r: 1964/1989
- Onyx s/r: 1967/1991

### ClasseDreadnought(1960)
Sous-marins nucléaires - chasseurs-tueurs
- Dreadnought mise en service/retrait: 1963/1980

### ClasseValiant(1963)
Sous-marins nucléaires réacteurs PWR1 - chasseurs-tueurs
- Valiant, mise en service/retrait: 1966/1994
- Warspite, s/r: 1967/1991

### ClasseResolution(1966)
Sous-marins nucléaire réacteurs PWR1 - missiles balistiques
- Resolution, mise en service/retrait: 1967/1994
- Repulse, s/r: 1967/1996
- Renown, s/r: 1967/1996
- Revenge, s/r: 1969/1992

### ClasseChurchill(1968)
Sous-marins nucléaires réacteurs PWR1 - missiles balistiques
- Churchill, mise en service/retrait: 1970/1991
- Conqueror, s/r: 1971/1990
- Courageous, s/r: 1971/1992

### ClasseSwiftsure(1971)
Sous-marins nucléaires réacteurs PWR1 - chasseurs-tueurs
- Swiftsure, mise en service/retrait: 1973/1992
- Sovereign, s/r: 1974/2006
- Superb, s/r: 1976/2008
- Sceptre, s/r: 1978/2010
- Spartan, s/r: 1979/2006
- Splendid, s/r: 1981/2004

### ClasseTrafalgar(1981)
Sous-marins nucléaires réacteurs PWR1 - chasseurs-tueurs
- Trafalgar, mise en service/retrait: 1983/2009
- Turbulent, s/r: 1984/2012
- Tireless, s/r: 1985/2014
- Torbay, s/r: 1987/2017
- Trenchant, mise en service: 1989
- Talent, mise en service: 1990
- Triumph, mise en service: 1991

## Des années 1990 au milieu des années 2020

### ClasseUpholder(1990-1994)
Sous-marins diesel-électrique - chasseurs-tueurs
- Upholder, mise en service/retrait: 1990/1994

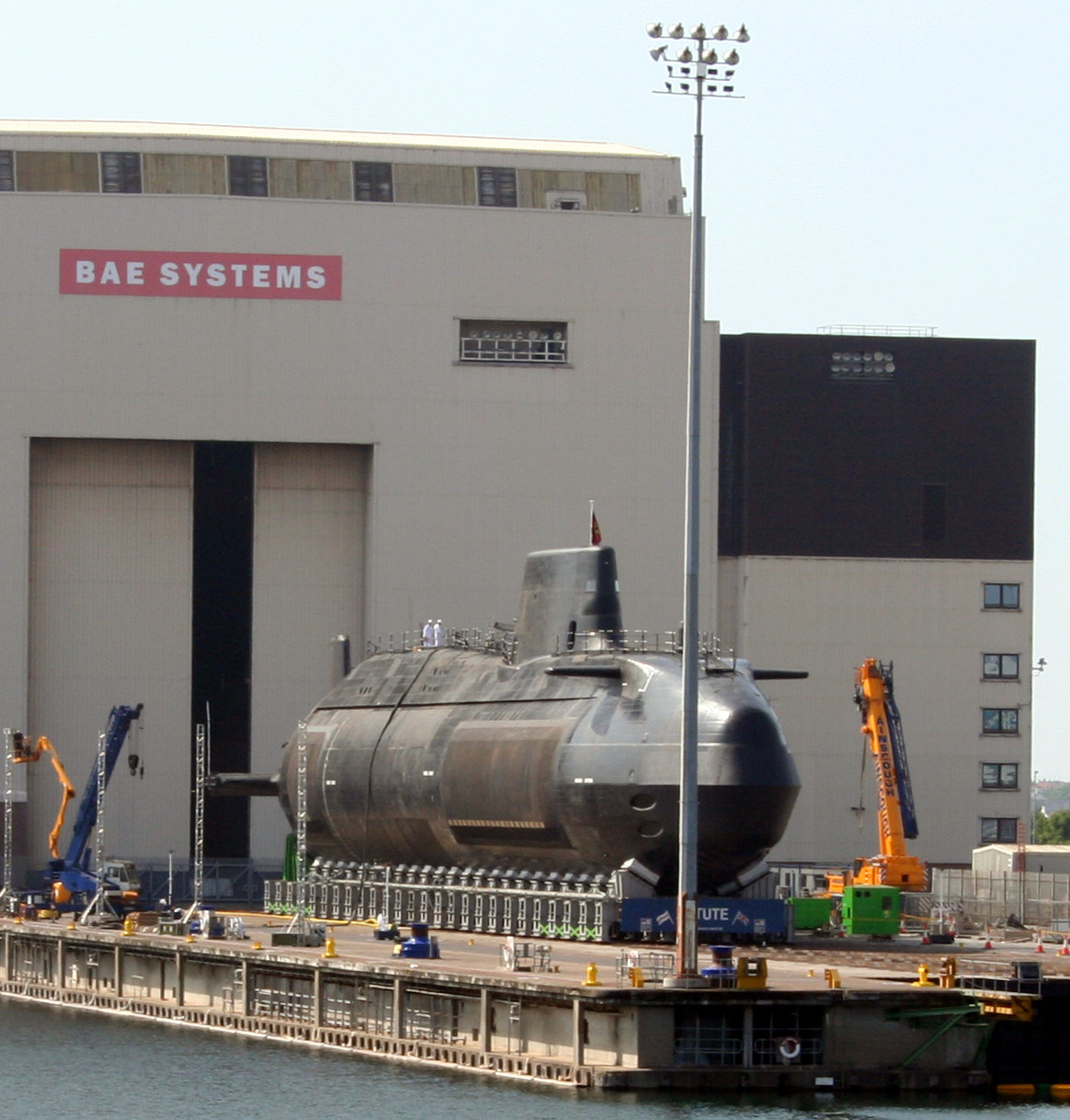
HMS Astute en cours de lancement

- Unseen, s/r: 1991/1994
- Ursula, s/r: 1992/1994
- Unicorn, s/r: 1993/1994

### ClasseVanguard(1992)
Sous-marins nucléaires réacteurs PWR2 - missiles balistiques
- Vanguard, mise en service: 1993
- Victorious, mise en service: 1995
- Vigilant, mise en service: 1996
- Vengeance, mise en service: 1999

### ClasseAstute(2010)
Sous-marins nucléaires réacteurs PWR2 - chasseurs-tueurs
- Astute, mise en service: 2010
- Ambush, mise en service: 2013
- Artful, mise en service: 2016
- Audacious, mise en service: 2020
- Anson, mise en service planifiée : 2022
- Agamemnon, mise en service planifiée : 2024
- Achilles, mise en service planifiée : 2026

### LR5submersible habité (pour le sauvetage)
Loué à la Royal Australian Navy en 2009[réf. nécessaire]
- SDV Mk8 Mod 1 - 3 mini-sous-marins utilisés par le Special Boat Service des Royal Marines[1]

## À partir de la fin des années 2020

### ClasseDreadnought
Sous-marins nucléaires réacteurs PWR3 - missiles balistiques
- HMS Dreadnought, en construction - premiers éléments de construction en cours en 2016[3]
- HMS Valiant, commandé
- HMS Warspite, commandé
- HMS King George VI, commandé